# Strajeț, Razgrad
Strajeț (în bulgară Стражец) este un sat în comuna Razgrad, regiunea Razgrad,  Bulgaria. 

## Demografie
Componența etnică a satului Strajeț
     Turci (52,62%)
     Nicio identificare (14,4%)
     Bulgari (20,8%)
     Romi (8%)
     Altele (4,16%)
La recensământul din 2011, populația satului Strajeț era de 1.562 locuitori. Din punct de vedere etnic, majoritatea locuitorilor (52,62%) erau turci, existând și minorități de bulgari (20,8%) și romi (8,0%). Pentru 14,4% din locuitori nu este cunoscută apartenența etnică.